# Kansallinen Liiga
De Kansallinen Liiga is de hoogste afdeling voor vrouwenvoetbal in Finland. 

## Geschiedenis
De competitie werd in 2006 opgericht als opvolger van de in 1971 opgerichte Naisten SM-sarja (kampioenschapsseries). Het eerste seizoen van de Naisten Liiga werd in 2007 gespeeld. In 2020 werd de Naisten Liiga omgedoopt tot de Kansallinen Liiga.

## Teams 2020
| Club           | Locatie   | Stadion                    | Trainer            |
| -------------- | --------- | -------------------------- | ------------------ |
| FC Honka       | Espoo     | Tapiolan Urheilupuisto     | Rosa-Lappi Seppala |
| HJK Helsinki   | Helsinki  | Bolt Arena                 | Jonne Kunnas       |
| FC Ilves       | Tampere   | Tammela Stadion            | Mika Lahtinen      |
| TiPS           | Vantaa    | Tikkurilan urheilupuisto   | Pauliina Miettinen |
| JyPK           | Jyväskylä | Hippos Sports Park         | Tuomas Jaakkola    |
| KuPS           | Kuopio    | Savon Sanomat Areena       | Ollipekka Ojala    |
| Pk-35 Helsinki | Vantaa    | MagneCit Arena             | Rami Rantanen      |
| TPS Turku      | Turku     | Turun Yläkenttä            | Sami Haitia        |
| PK-35 Vantaa   | Vantaa    | Myyrmäen jalkapallostadion | Kari Koivikko      |
| Åland United   | Lemland   | Bengtsböle Idrottspark     | Samuel Fagerholm   |

## Erelijst
PK-35 Vantaa won de Naisten Liiga zeven maal, HJK Helsinki won de meeste Finse titels in het vrouwenvoetbal (23 titels).

### Kampioenen 2007-2020
- 2007 – FC Honka
- 2008 – FC Honka
- 2009 – Åland United
- 2010 – PK-35 Vantaa
- 2011 – PK-35 Vantaa
- 2012 – PK-35 Vantaa
- 2013 – Åland United
- 2014 – PK-35 Vantaa
- 2015 – PK-35 Vantaa
- 2016 – PK-35 Vantaa
- 2017 – FC Honka[2]
- 2018 - PK-35 Vantaa
- 2019 - HJK Helsinki
- 2020 - Åland United

### KampioenenNaisten SM-sarja1971–2006
Winnaars van het voormalig vrouwenvoetbalkampioenschap van Finland:
- 1971 – HJK Helsinki
- 1972 – HJK Helsinki
- 1973 – HJK Helsinki
- 1974 – HJK Helsinki
- 1975 – HJK Helsinki
- 1976 – Kemin Into
- 1977 – Kemin Into
- 1978 – TPS Turku
- 1979 – HJK Helsinki
- 1980 – HJK Helsinki
- 1981 – HJK Helsinki
- 1982 – Puotinkylän Valtti
- 1983 – Puotinkylän Valtti
- 1984 – HJK Helsinki
- 1985 – Kaunis Nainen Futis
- 1986 – HJK Helsinki
- 1987 – HJK Helsinki
- 1988 – HJK Helsinki
- 1989 – PP-Futis
- 1990 – Helsinki United
- 1991 – HJK Helsinki
- 1992 – HJK Helsinki
- 1993 – Kontulan Urheilijat
- 1994 – Malmin Palloseura
- 1995 – HJK Helsinki
- 1996 – HJK Helsinki
- 1997 – HJK Helsinki
- 1998 – HJK Helsinki
- 1999 – HJK Helsinki
- 2000 – HJK Helsinki
- 2001 – HJK Helsinki
- 2002 – FC United
- 2003 – Malmin Palloseura
- 2004 – FC United
- 2005 – HJK Helsinki
- 2006 – FC Honka

## Topscorers 2007–2017
| Seizoen | Speler            | Club                   | Goals |
| ------- | ----------------- | ---------------------- | ----- |
| 2007    | Taru Laihanen     | FC Honka EspooFC Honka | 21    |
| 2008    | Nina Hietanen     | FC Kuusysi             | 18    |
| 2009    | Rita Chikwelu     | FC United              | 22    |
| 2010    | Anna Auvinen      | NiceFutis              | 18    |
| 2011    | Felicia Schroeder | Åland United           | 22    |
| 2012    | Manya Makoski     | Åland United           | 31    |
| 2013    | Cynthia Uwak      | Åland United           | 18    |
| 2014    | Sanna Saarinen    | PK-35                  | 20    |
| 2015    | Heidi Kollanen    | FC Ilves               | 24    |
| 2016    | Sanni Franssi     | PK-35                  | 20    |
| 2017    | Kaisa Collin      | PK-35                  | 20    |